# Джунглівниця білогорла
Джунглівниця білогорла (Vauriella albigularis) — вид горобцеподібних птахів родини мухоловкових (Muscicapidae). Ендемік Філіппін.

## Таксономія
Білогорлу джунглівницю раніше відносили до роду Джунглівниця (Rhinomyias), однак дослідження 2010 року показало, що рід є поліфілітичним. За результатами дослідження низку видів, зокрема білогорлу джунглівницю було переведено до відновленого роду Vauriella.

## Опис
Довжина птаха становить 17 см. Голова оливково-коричнева, над очима малопомітні охристі "брови". Верхня частина тіла кориченева, надхвістя і хвіст каштанові. Горло біле, нижня частина тіла біла, на грудях широка корничнева смуга.

## Поширення і екологія
Білогорлі джунглівниці живуть в густих рівнинних тропічних лісах на островах Негрос і Панай на висоті до 950 м над рівнем моря.

## Збереження
МСОП вважає цей вид таким, що знаходиться під загрозою зникнення. Популяцію білогорлих джунглівниць дослідники оцінюють в 3500-15000 птахів. Їм загрожує знищення природного середовища. На острові Гуймарас птаха не спостерігали з 1887 року, імовірно популяція птахів цього острова вимерла.